# رودولف واتینیان
رودولف واتینیان (ارمنی: Ռուդոլֆ Վաթինյան؛ زادهٔ ۱۲ مهٔ ۱۹۴۱ - درگذشته ۲ ژانویهٔ ۲۰۲۱) یک فیلم‌بردار اهل ارمنستان بود.

## زندگی‌نامه
وی در ۱۲ مه ۱۹۴۵ در دیلیجان به دنیا آمد و از مؤسسه سینمایی گراسیموف فارغ‌التحصیل گشت. وی برنده جوایزی همچون مدال موسس خورناتسی شد. وی در ۲ ژانویهٔ ۲۰۲۱ در سن ۷۹ سالگی درگذشت..

## فیلمشناسی
- اوت

## جوایز
وی برندهٔ جوایزی همچون مدال موسس خورناتسی (۲۰۰۹) شده‌است.